# Bordei (cartier în Craiova)
Bordei este un cartier al Craiovei vechi, aflat sub nivelul mediu de înălțime al orașului. După 1970, prin modernizare și extindere, s-a împărțit în Bordei, cartier mărginaș în partea de nord-est a orașului, și Lăpuș-Argeș, zonă urbanizată prin construirea de locuințe supraetajate.